# لعبة الثمانية الصعبة (فلم)
لعبة الثمانية الصعبة (بالإنجليزية: Hard Eight) (ٱطلق عليه في الأصل عنوان سيدني (بالإنجليزية: Sydney)) هو فيلم جريمة أمريكي كتبه وأخرجه بول توماس أندرسون في أول ظهور له كمخرج عام 1996. من بطولة فيليب بيكر هول وجون ك. رايلي وغوينيث بالترو وصامويل جاكسون.

## الحبكة
يجد سيدني وهو مقامر حسن المظهر جون وهو رجل بلا مأوى جالسًا بائسًا خارج مطعم في سباركس، نيفادا. يقدم له سيجارة ويشتري له فنجانا من القهوة. يخبر جون سيدني أنه خسر المال في لاس فيغاس وبأنه يحتاج إلى 6000 دولار لجنازة والدته. يعرض سيدني قيادة جون إلى لاس فيغاس حيث يساعد جون في كسب المال. بعد ذلك بعامين، أصبح جون ربيب سيدني. سيدني هادئ ويقدم رعاية أبوية لجون. لدى جون صديق جديد اسمه جيمي يقوم بأعمال أمنية. ينجذب جون إلى كليمنتين، وهي نادلة كوكتيل في رينو. يلتقي سيدني بكليمنتين ويعلم أنها تعمل كعاهرة وأنها أقل تعقيدا بكثير من جون. على الرغم من أن كليمنتين تعتقد أن سيدني قد رغب في الاستفادة من خدماتها، إلا أنه يريد بناء علاقة بينها وبين جون. يطلب سيدني من جون الخروج مع كليمنتين والتجول في جميع أنحاء المدينة.
بعد تلقي مكالمة هاتفية محمومة من الفندق، وجد سيدني أن جون وكليمنتين يحتجزان سائحا كرهينة وهو عميل لكليمنتين لم يدفع لها 300 دولار. يكشف جون أنه هو وكليمنتين تزوجا على نحو متهور وقدمت كليمنتين نفسها كعاهرة للسائح الذي ضُرِب وقُيدت يديه إلى السرير. علم سيدني أن جون وكليمنتين اتصلا بزوجة الرهينة وهدداها بقتله إذا لم يحصلوا على المال. بعد العثور على مسدس جيمي، أخبر كليمنتين سيدني وجون أنهما مدينان بالمال. تتخذ كليمنتين قرارًا بمغادرة الفندق مع سيدني وجون بعد إقتناعها من قبلهما. تمكن سيدني من تهدئة الوضع ونصح جون وكليمنتين بمغادرة المدينة لقضاء شهر العسل. أثناء المغادرة، يزيل سيدني الدليل من غرفة الفندق.
تيتقي سيدني بجيمي الذي يخبره أن الزوجين لم يتصلا بالشرطة. ومع ذلك، يوضح جيمي أنه من الشرق، حيث سمع قصصًا عن كيفية قتل سيدني لوالد جون في أتلانتيك سيتي، نيوجيرسي. يسحب جيمي مسدسًا في وجه سيدني ويهدد بإخبار جون ما لم يمنحه سيدني 10000 دولار. يقول سيدني إنه ليس لديه هذا المبلغ من المال، وبأنه يمكنه منح 6000 دولار نقدًا. ويذهبان إلى جناح جيمي، ثم إلى طابق الكازينو حيث يحصل سيدني على المال من أمين الصندوق ويعطيه لجيمي. يتصل جون بسيدني من هاتف على جانب الطريق ليطلع سيدني على رحلة شهر العسل. أثناء المكالمة، أخبر سيدني جون أنه يحبه كابن له. يبكي جون لسماع ذلك ويشكره ويقول إنه يحبه أيضًا. يتسلل سيدني إلى منزل جيمي ويقتل جيمي ويستعيد الأموال. يعود سيدني في اليوم التالي إلى المطعم حيث التقى جون ويغطي قميصه الملطخ بالدماء بأكمام سترة.

## الممثلون والشخصيات
- فيليب بيكر هول في دور سيدني
- جون ك. رايلي في دور جون فينيجان
- غوينيث بالترو في دور كليمنتين
- صامويل جاكسون في دور جيمي
- فيليب سيمور هوفمان في دور لاعب كرابس الشاب
- روبرت ريدجيلي في دور مدير بار كينو
- ميلورا والترز في دوردور فتاة جيمي

## الإنتاج
كان أول فيلم روائي طويل لأندرسون تحت عنوان «سيدني» في الأصل ويعتبر الفيلم مقتبسا وتوسعا للفيلم القصير الذي أخرجه أندريون نفسه في عام 1993 «سجائر وقهوة» (بالإنجليزية: Cigarettes & Coffee). سُمِيَت الشخصية الرئيسية سيدني بعد دور هول السابق في فيلم «هروب منتصف الليل». ظهر هول ووالترز ورايلي وهوفمان لاحقًا في أفلام أندرسون التالية «ليال راقصة» و«ماغنوليا».

## الإطلاق
عُرض الفيلم لأول مرة في قسم نظرة ما (بالفرنسية: Un Certain Regard) في مهرجان كان السينمائي 1996. قال أندرسون في عام 2018 إنه كان يعمل على إصدار نسخة بلو راي للفيلم. صدرت نسخة بلوراي أسترالية بواسطة شركة «فيافيجين» (بالإنجليزية: Viavision) في أكتوبر 2020 مع تعليقين ومشهد محذوف ولقطات من «مختبر معهد صاندانس لصناعة الأفلام» (بالإنجليزية: Sundance Institute Filmmaker Lab).

## الاستقبال النقدي
أعطى الناقد روجر إيبرت الفيلم ثلاث نجوم ونصف من أصل أربعة، وكتب في صحيفة شيكاغو سن-تايمز «تذكرني الأفلام مثل ‹لعبة الثمانية الصعبة› بالشخصيات الأصلية والجذابة التي يمكن أن تقدمها لنا الأفلام في بعض الأحيان.» كتب الناقد ستيفن هولدن من صحيفة نيويورك تايمز «فيلم ‹لعبة الثمانية الصعبة› ليس فيلمًا يريد الإدلاء ببيان كبير. إنه في الحقيقة أكثر بقليل من مجرد قطعة مزاجية رنانة يصعب إبداء الإعجاب بشخصياتها الصعبة. ولكنه فيلم يحقق معظم ما يخطط للقيام به رغم القيود المفروضة ذاتيا. والتمثيل أقل من قيمته واقتصادي وغير عاطفي بشكل رائع». حصل الفيلم على موقع روتن توميتوز على نسبة موافقة تبلغ 81% بناءً على 47 مراجعة بمتوسط تقييم 6.9/10. يصف الإجماع النقدي للموقع الفيلم ك«عرض ممتع لفيليب بيكر هول، ظهور بول توماس أندرسون المميز لأول مرة هو مقامرة تؤتي ثمارها بشكل رائع.» وصفه بعض المؤلفين بأنه فيلم نيو-نوار.

## روابط خارجية
- مقالات تستعمل روابط فنية بلا صلة مع ويكي بيانات